# Brněnský pochod smrti
Brněnský pochod smrti je vžité označení nejen pro vysídlení německého obyvatelstva z Brna ve dnech 30.–31. května 1945, ale i pro jejich následné osudy. V české společnosti přetrvávají názory, že pochod v podstatě až na vypuklou epidemii v pohořelickém táboře neznamenal pro německé seniory a matky s dětmi žádné nebezpečí. Spory se vedou nejen kolem počtu vyhnaných, o průběhu celé akce a odpovědnosti figurujících institucí a jejich představitelů, ale také o počty obětí. K vysídlení brněnských žen, dětí a starých osob došlo na základě usnesení Zemského národního výboru z 29. května 1945.
Samotné vyhnání proběhlo ve velmi krátké době. Po soustředění německých obyvatel na třinácti místech Brna započal o desáté hodině večerní pochod k rakouské státní hranici z klášterní zahrady na Mendlově náměstí a v podstatě v době, kdy první vysídlenci dorazili do Rajhradu, tak o šesté hodině ranní se na pochod z Brna vydávala poslední kolona. Pro německé starce, ženy a děti se nepočítalo s vodou, s odpovídajícím přístřeším pro odpočinek, lékařským dozorem, natož s jídlem. V každém případě se dnes už historici shodují, že se jednalo o živelnou a nepromyšlenou akci, která stála mnoho životů. Což také dokazují návraty účastníků pochodu zpátky do Brna. Ještě 31. května se z Pohořelic vracely české ženy ze smíšeného manželství, židé a antifašisti. Třetího června pak táboroví dozorci poslali další dva a půl tisíce lidí a patnáctého června další dva tisíce. Pamětníci udávají, že docházelo k úmrtím z důvodu "vyčerpání, kvůli šířícím se nemocem a krutému zacházení ze strany dozorců".
Obětem brněnského pochodu smrti je věnován památník nedaleko Pohořelic v místě hromadného hrobu s nápisem: „Po ukončení II. světové války v roce 1945 přišlo o svůj život mnoho německy mluvících obyvatel z Brna a okolí. Je zde pohřbeno 890 obětí. Vzpomínáme.“, památník v zahradě augustiánského opatství u zdi pivovaru, bronzová deska „Brünner Totentanz” podle návrhu brněnského rodáka Ernesta Lindenthala či pamětní deska na hoře Wetzstein u Lehestenu v Durynském lese. V úterý 19. května 2015 odhlasovali zastupitelé města Brna v rámci 70. výročí od skončení 2. světové války „Deklaraci smíření a společné budoucnosti”.

## Situace po osvobození Brna
Brno si i po válce udrželo postavení druhého největšího města Československé republiky a obnovením zemského zřízení se znovu stalo hlavním městem země Moravskoslezské. Brno mělo také postavení statutárního města, přičemž Velké Brno bylo samostatným politickým okresem.

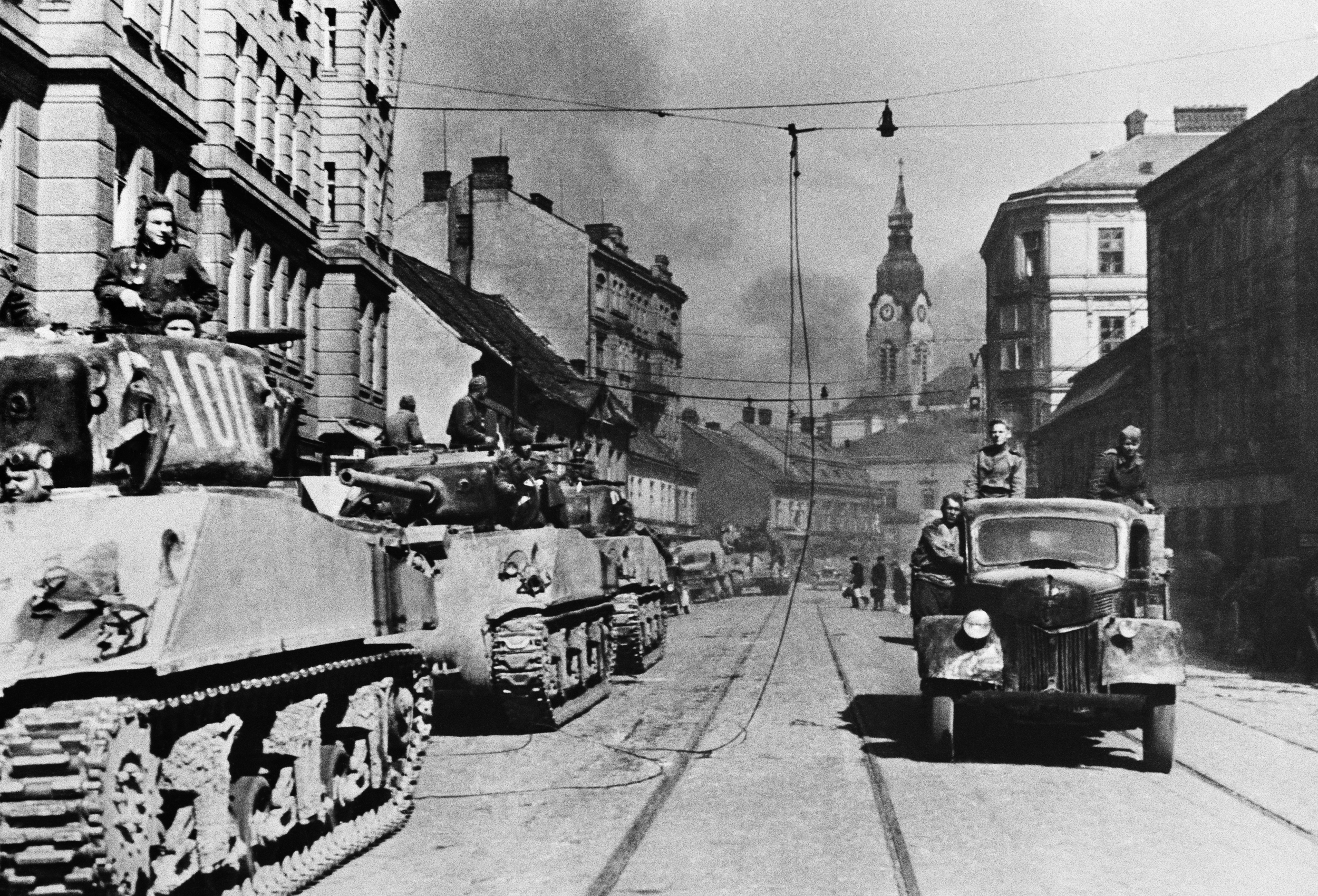
Brno - tanky Rudé armády na Křenové ulici, 26. duben 1945

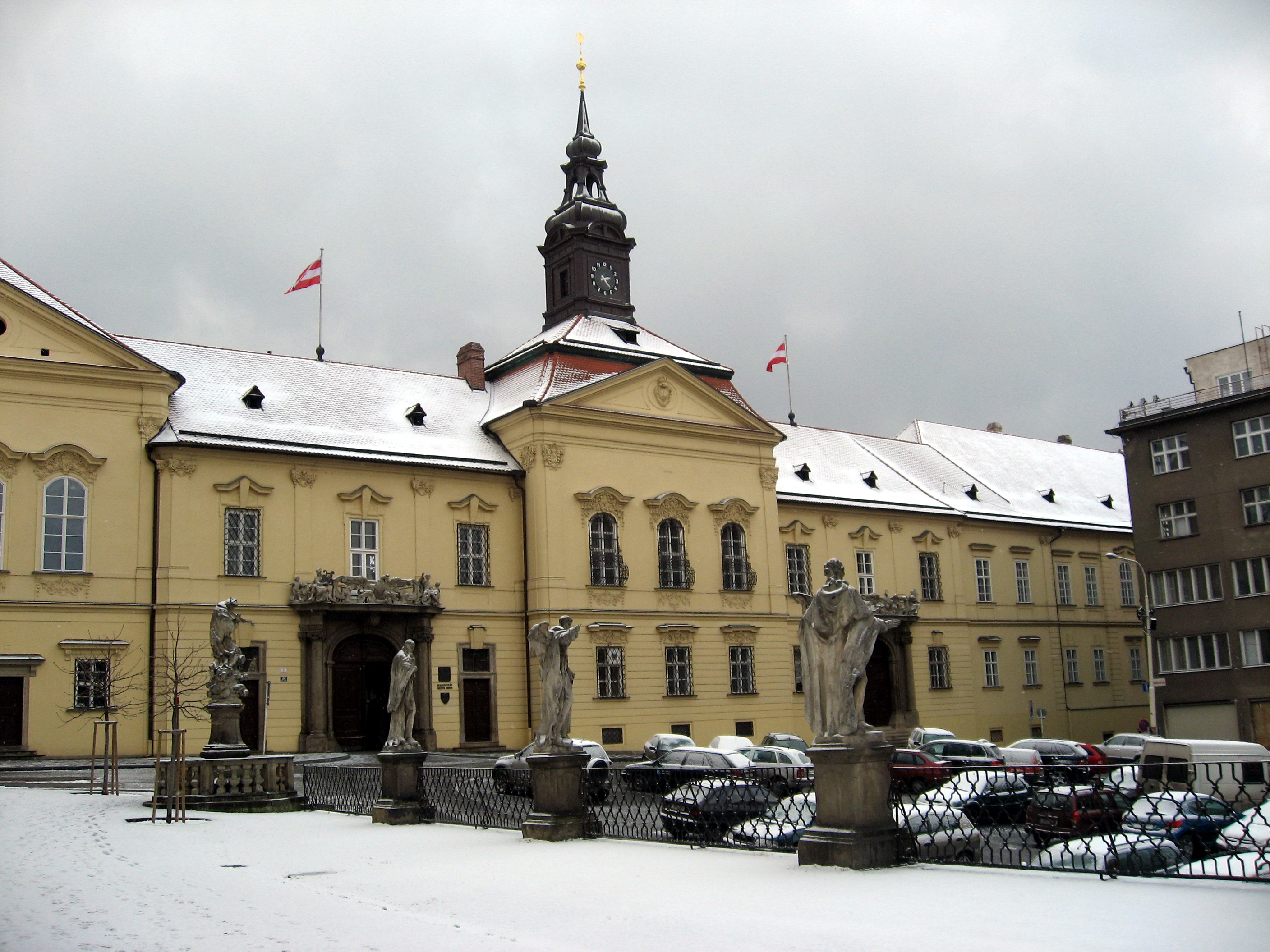
Nová radnice v Brně

Dne 26. dubna 1945 osvobodila město vojska druhého ukrajinského frontu Rudé armády a první rumunské armády. Hned 27. dubna 1945 převzal řízení města úřad Národního výboru zemského hlavního města Brna, který se usídlil v budově Nové radnice na Dominikánském náměstí. V městských částech se postupně ustanovilo deset Místních národních výborů. O rozjezd Národního výboru pro Velké Brno se aktivně zasazovali především komunisté, kteří se „netajili svou snahou o získání vedoucí úlohy” a získali také dvanáct mandátů. Zatímco sociální demokraté a národní socialisté dostali po šesti, lidovci po čtyřech a nestraníci po dvou mandátech. Takové rozložení politických stran bylo v rozporu s Košickým vládním programem, který udával při obsazování národních výborů rovnost politických stran. Komunisté měli podle diplomové práce Michala Škerleho tohoto nerovnoměrného zastoupení dosáhnout „mimo jiné i obelháním svých politických partnerů.” Prvním předsedou národního výboru se stal Vladimír Matula (KSČ) a František Píšek (KSČ). Sociální demokracie vyslala Stanislava Šulce. Národní výbor pro Velké Brno zastával i postavení národního výboru pro celou Moravskoslezskou zemi.
Zasedání Národního výboru pro Velké Brno se konalo 3. května 1945. Na zasedání dorazil také nadporučík Bedřich Steiner a to jako zástupce československé vlády a armády. Steiner přicestoval do vlasti s československými vojenskými jednotkami z východu a v Brně představil svůj návrh ke koncentraci brněnských Němců. Generál Ludvík Svoboda (ministr národní obrany), Václav Nosek (ministr vnitra), Bohumil Laušman (ministr průmyslu), Jaroslav Stránský (ministr spravedlnosti), František Hála (ministr pošt), Bohumil Boček (náčelník Hlavního štábu ministerstva národní obrany) a Bedřich Pokorný (velitel Národní bezpečnostní stráže) se setkali se zástupci národního výboru 7. května 1945. Během jednání se zabývali otázkou Němců v Brně. Ministr Nosek se netajil s tím, že lid má tuto otázku vyřešit sám a generál Svoboda pronesl, „že vnitřní bezpečnost republiky vyžaduje, abychom se zbavili Němců a Maďarů". Oba dva pak promluvili z balkonu radnice k davu na náměstí, což v podobném duchu zopakovali ještě 9. května Nosek, Stránský, Laušman a Hála. Dne 12. května 1945 došlo ke zvolení dvanáctičlenného Zemského národního výboru v čele s předsedou Františkem Loubalem.
Po bombardování Brna ležela velká část bytového fondu v podstatě v troskách, zásobování téměř nefungovalo, zrovna tak byla přerušena i doprava. Vedle Rudé armády pobývaly v Brně také tisíce německých válečných zajatců, uprchlíků, navrácených osob z pracovního nasazení a koncentračních táborů. Není se tedy čemu divit, že se mezi obyvatelstvem začaly objevovat požadavky k urychlenému řešení této situace, které na konci dubna 1945 vyústily v protiněmecký odpor (zatýkání Němců a kolaborantů). Do celkově již tak napjaté atmosféry zasahovalo i politické trumfování komunistů s národními socialisty. Velitel Národní bezpečnostní stráže, kapitán Bedřich Pokorný, vydal 11. května rozkaz k zadržení všech Němců (od 12 let). Němci se měli po třech dnech vrátit do svých domovů. „Soustředěni“ byli i Němci s potvrzením vyšetřovacích komisí o jejich loajálnosti. Ještě v noci putovali jak staří lidé, tak i ženy s dětmi do různých veřejných budov po městě a muži do táborů. Po Němcích zůstalo v Brně kolem 10 000 volných bytů, které okamžitě započali Češi obsazovat. Brněnský spisovatel Vojtěch Jestřáb (vězněný odbojář) ve svých vzpomínkách vydaných pod titulem Hmatat až k nahotě uvádí:
„Tyto kriminální a polokriminální živly se prostě domluvily, že spustí účelový bengál, a rozčilení hurávlastenci, … jim na to naletěli, ...zbrojováci jednali okamžitě. Zatímco jejich delegace zařizovaly požehnání seshora (na stranických sekretariátech), vytvořili na závodě odsunový štáb a začali horečně dávat dohromady gardu vykonavatelů. S příchodem tmy (…) nastalo ve vyprázdněných bytech obrovské rejdění a šmejdění. Kradlo se, kradlo a zase kradlo, vybíraly se zásuvky, přetahoval se nábytek (často jen v rámci domu), odnášely se obrazy. Ale v mnoha případech se také hned obsazovaly byty.”
Vojtěch Jestřáb, Hmatat až k nahotě, Brno 2000, str. 39

Historik Adrian von Arburg kvalifikuje do té doby pronesené „ústní pokyny či rady” od členů vlády jako „zřetelné výzvy k uplatnění diskriminačních opatření, a především k zahájení vysídlovacích akcí ve větším měřítku.” Proti vládnímu návrhu Zdeňka Fierlingera z 12. května, který prosazoval výzvu k upuštění od násilností a „lynčů" směřovanou především obyvatelstvu a bezpečnostním složkám, se postavili komunisté Václav Nosek, Zdeněk Kopecký a národní socialista Jaroslav Stránský a vláda se nakonec rozhodla na násilnosti páchané na Němcích nereagovat. Do této situace přicestoval do Brna z exilu přes SSSR a východní část republiky 12. května Edvard Beneš. Představitelé města prezidenta přijali na radnici a shromážděný dav jej vyzval k proslovu. V několika pronesených větách se mimo jiného vyslovil také k otázce Němců na území českých zemí:
„Děkuju vám upřímně a srdečně za opravdu vřelé a dojemné uvítání, při mém návratu do vlasti. A mohu vám říci, že jsem upřímně rád že, jsem doma. (Potlesk, volání: „My také!“) Bylo to dlouhé, bylo to někdy smutné, ale nikdy jsme nezoufali, nikdy jsme se nepoddali a musili jsme vyhrát. Nyní se dáme hned do práce. A budeme dělat pořádek mezi námi, zejména také i zde v městě Brně s Němci a všemi ostatními. (Potlesk.) Můj program je - já to netajím -, že otázku německou musíme v republice vylikvidovat. (Potlesk volání: „Výborně“) V této práci budeme potřebovat všech sil všech vás. Já vím jak se národ za celou tu dobu perzekuce dobře držel jak zůstal věrný jak vy všichni jste věrni zůstali a v témže duchu budeme muset nyní dělat svoji práci v budoucnosti na novém vybudovaní republiky do této práce nyní se všichni dejme a této práci provolávám srdečně Zdar!”
Projev pana prezidenta dr. Edvarda Beneše z balkonu radnice 12. května 1945 v Brně
V Praze na Staroměstském náměstí ve svém proslovu 16. května prezident své formulace ještě přiostřil a otevřeně hovořil o nutnosti „vylikvidovat zejména nekompromisně Němce v zemích českých a Maďary na Slovensku, jak se jen likvidace ta dá v zájmu jednotného národního státu Čechů a Slováku vůbec provést. Heslem naším budiž: definitivně odgermanizovat naši vlast, kulturně, hospodářsky, politicky." Za dva dny prezident navštívil Kounicovy koleje a předsedovi komise pro vyšetřování provinilých brněnských Němců pravil: „Je vám jasno a nám všem, že likvidace Němců bude úplná." Deníky Čin, Rovnost, Národní obroda a Slovo národa okamžitě Benešovy formulace uvedly ve svých komentářích.

## Politické strany a odbory v poválečném Brně
Na konci 2. světové války utvořily politické strany Československá strana národně socialistická (ČSNS), Československá sociální demokracie (ČSSD), Československá strana lidová (ČSL), Komunistická strana Československa (KSČ) a po Slovenském národním povstání ještě nově vzniklá Demokratická strana (DS) i Komunistická strana Slovenska (KSS) koalici Národní fronty jako uzavřený politický klub. Další politické strany neměly do NF přístup.

### Komunistická strana Československa

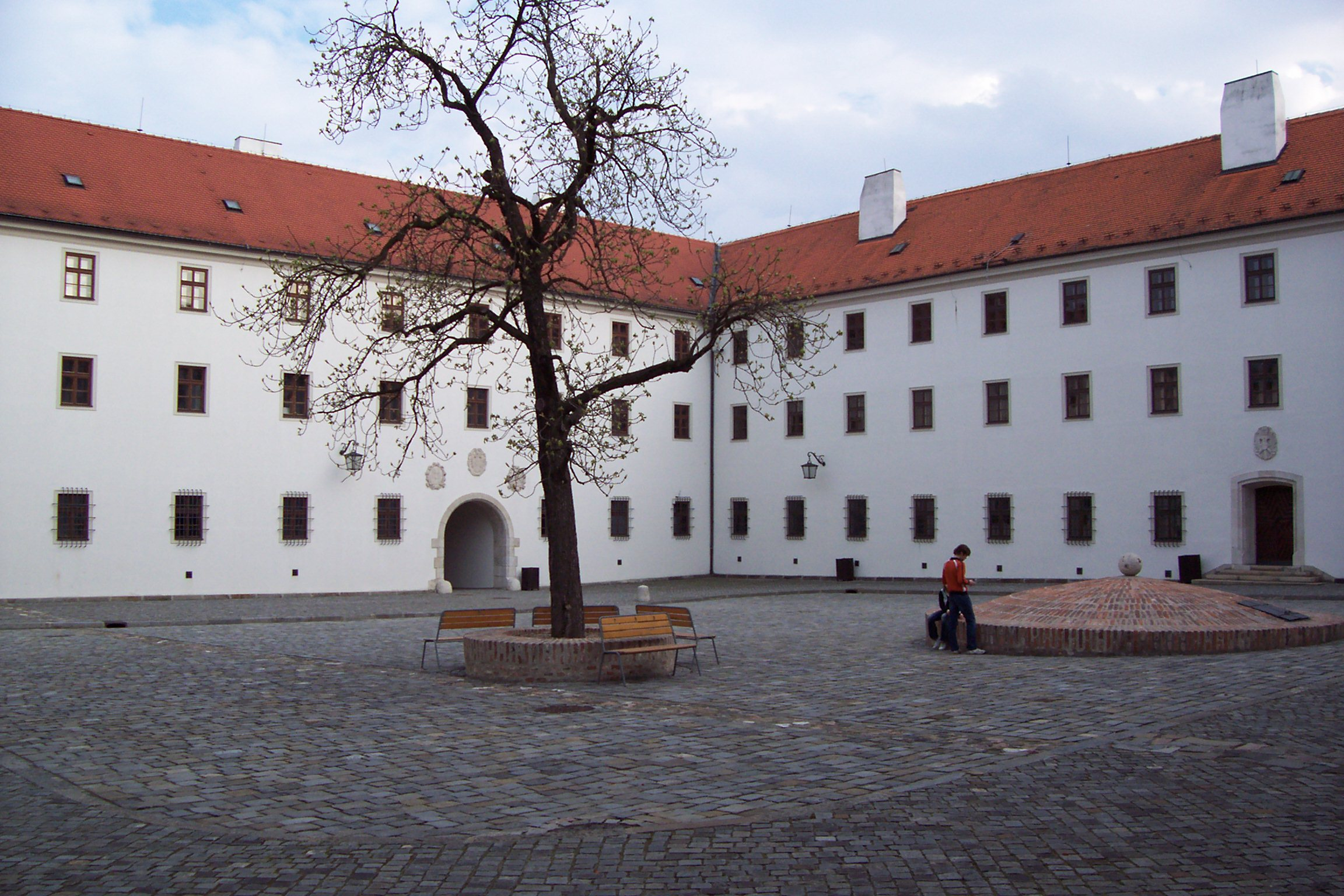
Brněnský hrad a pevnost Špilberk. Muži se nacházeli v zajetí nebo byli umístěni v internačních táborech ve městě a okolí. Jedním z nich byla i věznice na Špilberku.

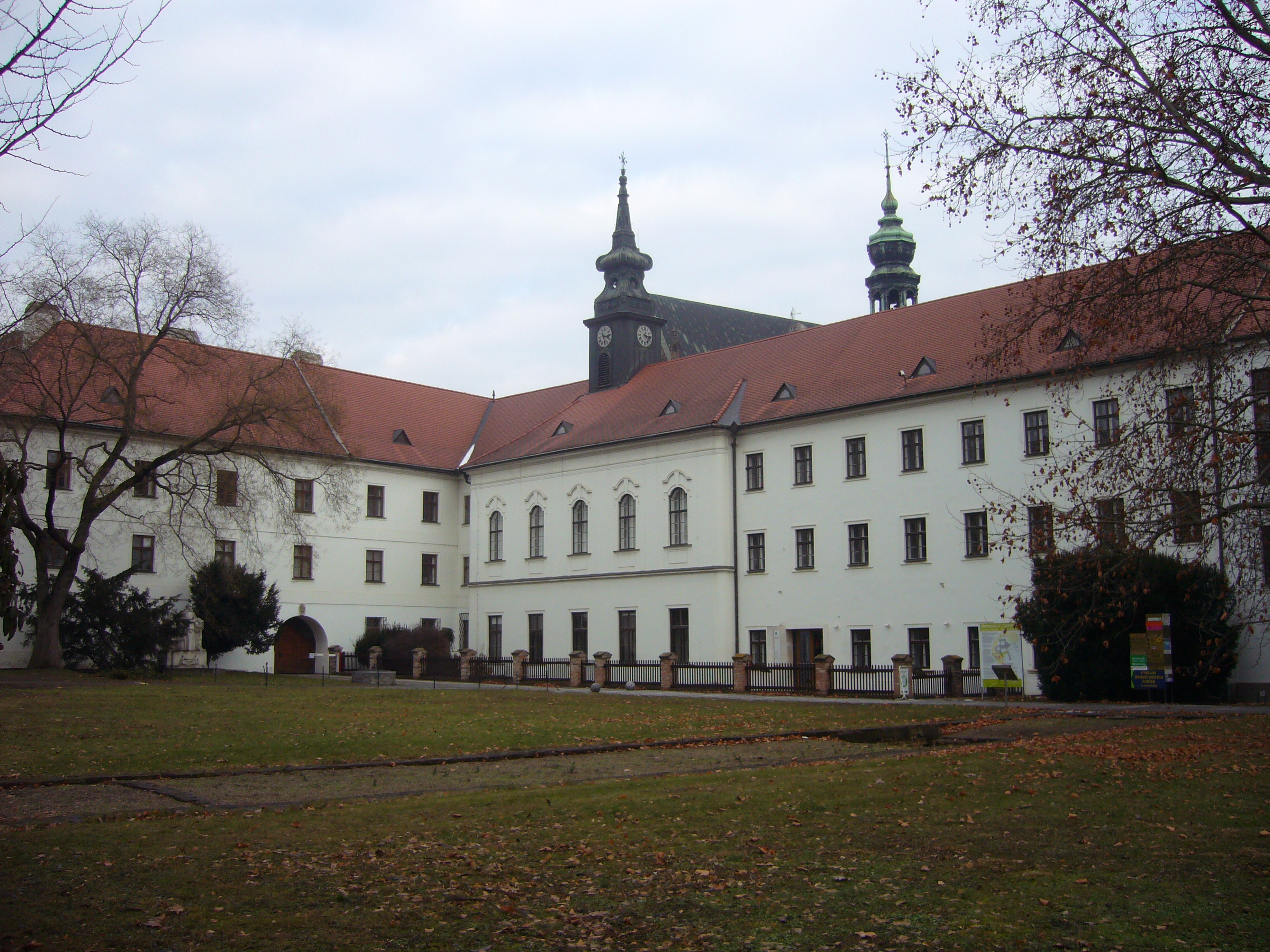
Augustiniánský klášter na Starém Brně. Fórum pro česko-rakouský dialog pořádá od roku 2006 pietní pochod z areálu augustiniánského opatství, kde byli němečtí občané v noci z 30. na 31. května 1945 shromážděni, po původní trase přes Modřice, Rajhrad a Ledce ke kříži na místě hromadného hrobu obětí pohořelického sběrného tábora.

Ještě před osvobozením začali jako první v Brně fungovat komunisté. Jejich řady doplnili funkcionáři vracející se z exilu a vězení. Zahajovací schůze se konala 27. dubna v bývalé Rohrerově tiskárně, kde sídlil sekretariát a komunistický deník Rovnost. Dne 30. dubna se konala první oficiální schůze Krajského výboru v Brně a 5. května první aktiv komunistů, kterého se zúčastnilo přibližně 150 členů strany. Sídlem KV KSČ Brno se stala bývalá budova Legiobanky v Běhounské ulici. Mezi nejaktivnější členy patřili Vladimír Matula, František Píšek a odborový předák Josef Kapoun. Velmi významnou postavou brněnské KSČ se stal také politický tajemník Otto Šling, který strávil válku v Anglii a 5. května 1945 byl zvolen do funkce krajského tajemníka. Členská základna KSČ se rekrutovala převážně z řad dělníků.

### Československá sociální demokracie
Obnova strany započala s blížící se Rudou armádou. Dne 1. května proběhla přípravná schůzka, o den později svoji činnost zahájil stranický sekretariát (na adrese Kiosk 7). Dne 8. května vyšlo nejen první číslo deníku Čin – oficiálně „List české sociálně-demokratické strany pro osvobozené části Moravy, ale sešel se i místní akční výbor. AV řídil Stanislav Šulc a promluvil na něm ministr Bohumil Laušman. Sekretariát byl později přemístěn na náměstí Rudé armády čp. 72.

### Československá strana národně socialistická
Za první republiky měla Československá strana národně socialistická v Brně velmi silné pozice. Prvním předsedou městské organizace se stal Gustav Loubal, významně se zapojoval i Josef Podsedník a první předseda ZNV prof. František Loubal. Jejich organizační struktura velmi dobře fungovala, mimo jiné i díky aktivní ženské organizaci a početnému mládežnickému hnutí. Vydávala deník Slovo národa. Silné postavení strana získávala především ve městech, kde ji podporovali vysokoškoláci, různá mládežnická hnutí nebo sportovní spolky jako třeba Sokol. Na schůzi Národního výboru pro Velké Brno 29. května, kterou vedl Josef Podsedník, výbor odsouhlasil rezoluci klubu národních socialistů. Československá strana národně socialistická ji přijala „z příkazu svého politického vedení” a zastávala radikální řešení německé otázky.
Dne 30. května oznámil předseda Zemského národního výboru František Loubal do Pohořelic, Modřic, Moravské Nové Vsi, Mušova a Mikulova, že „z rozkazu Národního výboru pro Velké Brno mají být brněnští Němci vyvedeni za hranice města, respektive státu, a že se přitom předpokládá součinnost Krajské odborové rady (tajemník Josef Kapoun), Národní bezpečnostní stráže a československého vojska…”

### Československá strana lidová
Brněnská organizace lidové strany vznikla znovu 29. dubna 1945. Prvním předsedou byl zvolen dr. Tomášek a tajemníkem Bohumil Smutník. Mezi významné členy strany patřili: místopředseda ZNV, dr. Ondřej Horáček, místopředseda ÚNV, kaplan Petr Lekavý, předseda Zemského výboru lidové strany na Moravě, páter Karel Fanfrdla. Jejich deník vycházel pod názvem Národní obroda. Členská a voličská základna pocházela především z venkova v katolických regionech (rolníci, řemeslníci a živnostníci). Pod křídly lidovců se masově zapojovali cvičenci z Orla a nemalá část základny usilovala o spolupráci s komunisty.

### Odbory
Nejvýznamnějším a nejpočetnějším odborovým hnutím bylo jednotné revoluční odborové hnutí (ROH). V květnu 1945 se v Brně konala „za účasti 320 delegátů závodních výborů z 80 brněnských kovodělných podniků” první odborářská konference. Postupně vznikaly i další odborové organizace. V čele krajské odborové rady (KOR) stál komunista Josef Kapoun. Odbory měli komunisté plně na své straně.

## Zapojení dělníků ze zbrojního průmyslu
Brněnská Zbrojovka (Waffenwerke A. G. Brünn) se stala za druhé světové války součástí koncernové společnosti „Reichswerke A.G. für Waffen und Maschinenbau Hermann Göring”, byla součástí německého válečného průmyslu a pracovala na zbrojním programu. Vlastnila také podniky ve Vsetíně a v Považské Bystrici. V roce 1942 přibyl nedaleko areálu Zbrojovky v Zábrdovicích nový pobočný závod v Cejlu a v roce 1943 do kuřimské Zbrojovky přesunula výrobu hamburská společnost „Klöckner Flugmotorenbau” a do Brna-Líšně firma „Flugmotorenwerke Ostmark GmbH”. Největších výkonů dosáhla Zbrojovka v roce 1944. Dělníci vyrobili celkem 414 000 pušek typu Mauser K-98, 61 000 kulometů typu MG 34, 893 řídících přístrojů pro protiletadlové dělostřelectvo a 40 děl typu MK 303 (ráže 3 cm). V roce 1944 zde pracovalo 15 860 dělníků. Brněnská Zbrojovka plnila plán výroby zbraní ještě 10 dní před osvobozením města.
Na konci války pracovala ve válečném průmyslu v Brně i velká spousta učňů a studentů (ročníky 1924 až 1927) v rámci povolání do pracovních záloh. V září 1943 rozhodlo Říšské ministerstvo letectví o nasazení českých pracovních sil ročníku 1924 v leteckém průmyslu. Největší továrny leteckého průmyslu se v protektorátě nacházely právě v Brně-Líšni a v kuřimské pobočce Zbrojovky. Akci zahájilo Ministerstvo hospodářství a práce 23. srpna 1943. Po dotazníkovém šetření odjelo 31 000 mladých mužů a dívek ve zvláštních vlakových transportech mezi 18. lednem a 17. únorem 1944 na deset měsíců k přeškolení do Říše (menší skupiny odjížděly ještě v dalších měsících) a ke konci roku 1944 se vraceli zpátky, aby doplnili dosavadní počty dělníků v leteckém a zbrojním průmyslu. Pracovní úřad v Brně povolával žáky středních škol na pracovní nasazení většinou do místního zbrojního průmyslu (Zbrojovka Brno, Klöckner Werke Kuřim, Letov Olomouc).

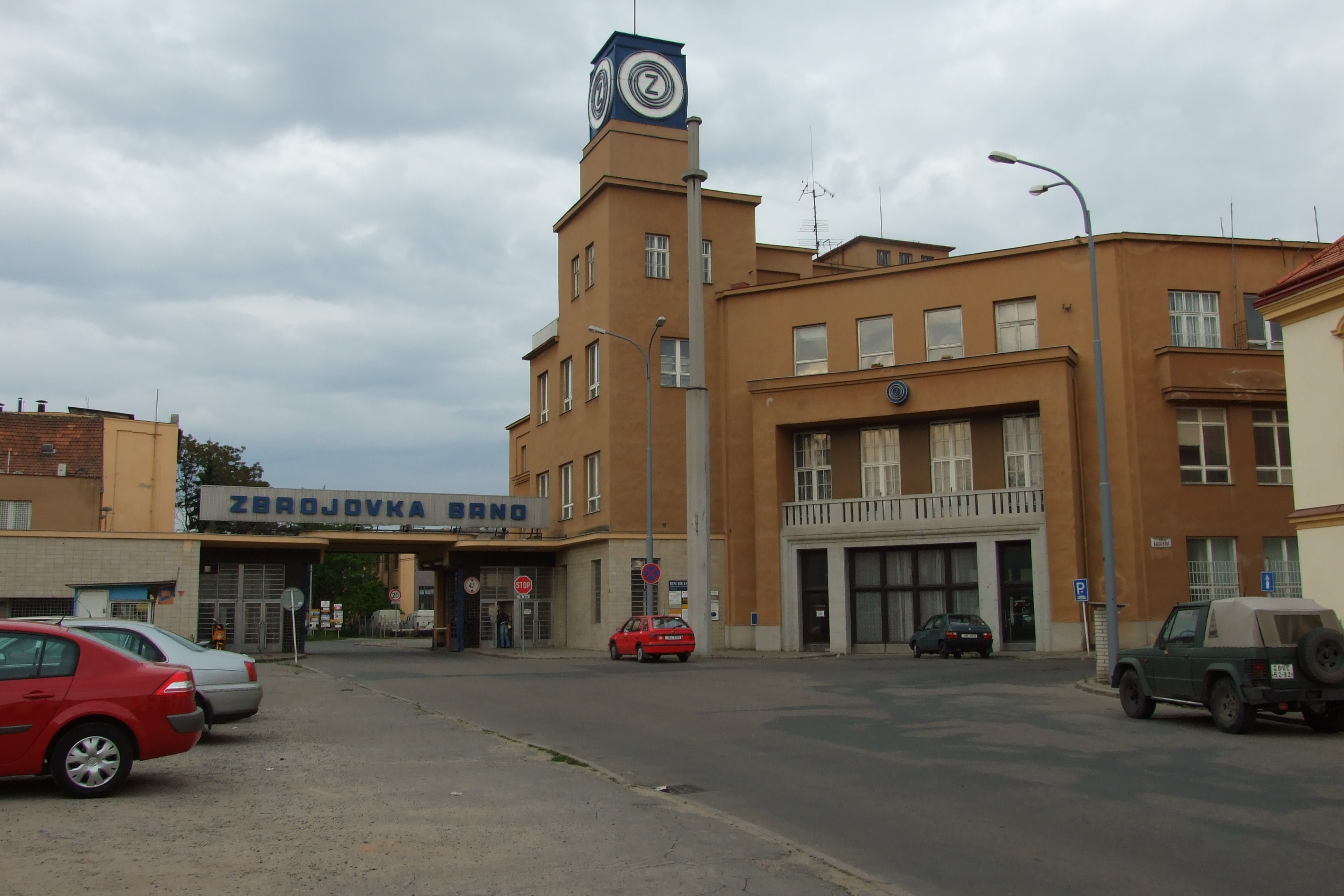
Areál Zbrojovky Brno

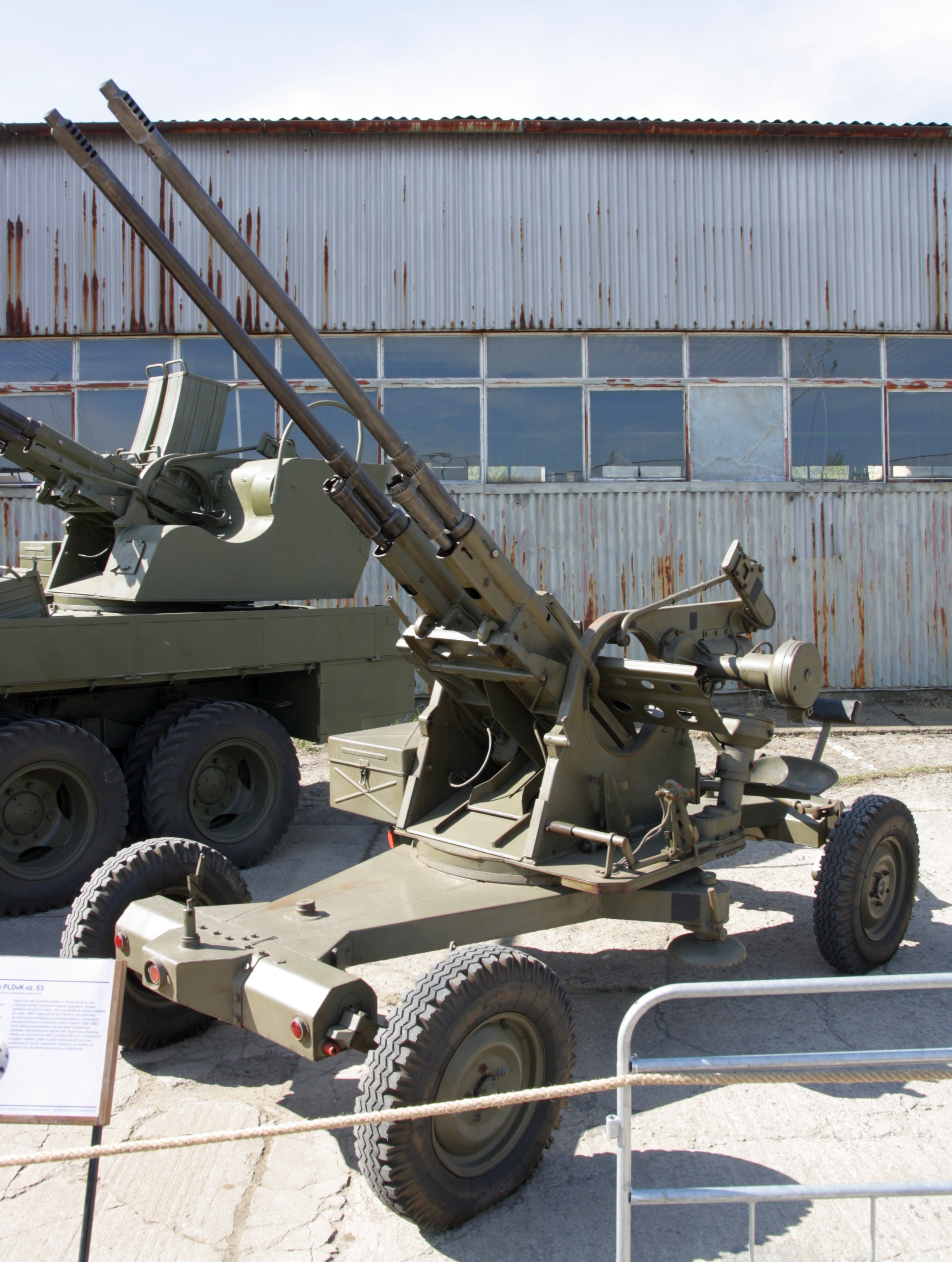
Protiletadlový dvojkanón ze Zbrojovky Brno, vzor 53, ráže 30 mm

Už v roce 1939 byli dělníci zvýhodněni většími příděly potravin, zrovna tak jim bylo navyšováno sociální pojištění či invalidní a starobní důchody. Za působení zastupujícího říšského protektora Reinharda Heydricha přibyly dělníkům ve zbrojním průmyslu výhody zvyšování mezd, zvýšení přídělů potravin, cigaret a alkoholu, zavedení závodních jídelen s bezlístkovým jídlem Eintopf, poukázky na pracovní boty a bezplatné zotavovací týdenní dovolené v bývalých luxusních hotelech, které byly přeměněny na dělnické zotavovny. Tato akce pokračovala i po atentátu na Heydricha jako „Odkaz Reinharda Heydricha“ a fungovala až do roku 1944.
Počátkem roku 1942 vznikla organizace „Radost a práce”, která dělníkům zajišťovala zdarma lístky do kina, divadla či na fotbal (FC Zbrojovka Brno) a organizovala divadelní představení přímo v továrnách. Mzdové podmínky mezi muži a ženami ve Zbrojovce byly značně rozdílné. V roce 1941 činila hodinová sazba pro muže 8,37 K a pro ženy 5,36 K. V roce 1943 obdržel dělník za hodinu: v muničce 6,45 K, v nářaďovně 8,37 K, ve všeobecném provozu 7,78 K a ve výrobě zbraní 7,97 K. Pracovní doba měla nejprve 47,5 hodiny týdně, po říjnu 1942 60 hodin a od května 1944 72 hodin týdně, takže průměrná týdenní mzda dělníků ve Zbrojovce se na konci války pohybovala kolem 550 K (měsíčně 2 200 K).
Po osvobození Brna se z iniciativy Revoluční skupiny Předvoj, jejíž hlavní základna se nacházela ve Zbrojovce, utvořila Národní bezpečnostní stráž (tzv. Revoluční gardy). Mezi tím začala fungovat v brněnské Zbrojovce i závodní rada KSČ, jejíž delegace v čele s Josefem Kapounem se 30. května 1945 obrátila na komunistického předsedu Městského národního výboru Vladimíra Matulu (předtím také na policejní ředitelství) a požadovala po něm rázné a bezkompromisní řešení otázky brněnských Němců. Zbrojovkáři Matulovi pohrozili, „že si dělníci v případě otálení mohou s vysídlením Němců poradit sami.” Po jednání s policejním ředitelem Josefem Babákem se komunisté s dělníky dohodli, že akce započne ještě téhož večera.
Policejní ředitelství vypracovalo zvláštní vyhlášku, kterou Vladimír Matula podepsal. Josef Kapoun přislíbil doplnit mužstvo policie 3 000 ozbrojenými zaměstnanci Zbrojovky. Text vyhlášky byl také většinovým postavením komunistů na mimořádném zasedání národního výboru schválen. „Vyvedení německého obyvatelstva mělo proběhnout za spolupráce policie, Národní bezpečnostní stráže, asi tří tisíc dělníků Zbrojovky a vojáků Rudé armády, s jejímiž veliteli se měla věc rovněž konzultovat.” Zde se také poprvé objevila formulace přesunu „směrem k rakouským hranicím". Zvláštní prověřovací komise pak měly určit, „co se má stát s těhotnými ženami, šestinedělkami, nemocnými a dalšími lidmi, kteří vyžadují zvláštní péči.” Podle rozhodnutí národního výboru se měly dokonce osoby neschopné pochodu „naložit na vozidla”. Změna nastala také v pohledu na německé antifašisty. „Jejich jména měla být veřejně ohlášena a v případě, že se za ně zaručí někdo z Čechů, měli být uvolněni”.
„Jedna známá mi vypověděla, že Němce při pochodu dozorci mlátili gumovými hadicemi od plynu. Když promluvila česky, tak ji mladí kluci z Revolučních gard začali mlátit. A nadávali: Drž hubu, svině německá, co mluvíš česky, když máš mluvit německy!”
Brněnský historik Vlastimil Schildberger mladší, www.denik.cz 17. 5. 2015
Spisovatel Ota Filip konfrontoval v roce 1990 tři z dělníků Zbrojovky s otázkou brněnského odsunu, přičemž jeden si nemohl na brněnský pochod smrti vzpomenout, druhý popřel nehumánní zacházení a třetí připustil, že mohlo dojít k přehmatům. Kateřina Tučková, brněnská autorka románu Vyhnání Gerty Schnirch, uvádí, že dělníci „cítili potřebu ospravedlnit své skoro kolaborantské chování za války a jakýmsi gestem vydobýt zpět svou hrdost a čest”. Jaroslav Ostrčilík, předseda Fóra pro Česko rakouský dialog a organizátor každoročního pietního pochodu do Pohořelic, připomíná, že Klement Gottwald několikrát v rozhlase neúspěšně vyzýval zbrojováky k sabotážím a k přerušení výroby. Vzhledem k tomu, že měli po válce strach z obvinění z kolaborantství, snažili se při odsunu Němců prokázat své vlastenectví. Dále uvádí, že „právě na tyto „vlastence“ mají přeživší pochodu ty nejhorší vzpomínky”.

## Vyvedení Němců z Brna a pochod do Pohořelic
Valná část Němců byla už 11. května 1945 vystěhována ze svých obydlí a následně soustředěna v různých budovách. Předsednictvo Zemského národního výboru v Brně se 16. května rozhodlo přijmout návrh bezpečnostního referenta Karla Smítala o zajištění „všech osob německé národnosti a národních zrádců" v „koncentračních táborech". Vzhledem k tomu, že jeden z členů ZNV upozornil na to, „že zásada odstranit ze státu všechny Němce byla jasně řečena panem prezidentem Benešem” a trval na přípravách k vystěhování Němců za hranice, poskytli předseda vlády Zdeněk Fierlinger a jeho náměstek Klement Gottwald ZNV jasné instrukce. Další den rada Zemského národního výboru v Brně schválila „Prozatímní všeobecné směrnice o Němcích". Směrnice vypracoval a 20. května radě předložil bezpečnostní referent výboru Smítal spolu s velitelem Národní bezpečnostní stráže pro Moravu kapitánem Bedřichem Pokorným, členem KSČ. Na návrh Smítala předsednictvo Zemského národního výboru ještě 29. května schválilo výnos č. 78/1945.
Podle slov historika Adriana von Arburg mělo právě na podkladě ZNV výnosu zemské a místní velitelství Národní bezpečnostní stráže neprodleně zajistit „vyvedení Němců z města, jež se mělo týkat žen a dětí, chlapců mladších čtrnácti let, mužů starších šedesáti let a práce neschopných osob. Dotyční si mohli s sebou vzít jen tolik věcí, kolik sami unesli, nikoli však cennosti a vkladní knížky. Ostatní Němci, tj. hlavně práceschopní muži, měli být prozatím s označením „N" na oděvu, soustředěni a nasazeni na práci, později se rovněž počítalo s jejich vystěhováním z Brna. Z dosahu těchto opatření byli vyňati pouze ti příslušníci německé národnosti, o jejichž ochraně se zmiňovaly „Prozatímní všeobecné směrnice”. Téhož dne se ale předsednictvo ZNV usneslo, že nebudou nadále Němcům vystavována potvrzení o jejich loajálním chování či antifašistické činnosti.
„30. května 1945 večer v 9 hodin jsem právě přišla se svou matkou domů. Byly jsme vyčerpané z odklízecích prací, když tu za námi přišel jeden ze sousedů a sdělil nám, že budeme za několik minut převezeny do tábora, a to na 3 dny. Měly jsme si zabalit jen to nejnutnější, protože se stejně zase vrátíme. My - má matka, obě mé babičky, mladší sestra a já. Na ulici byla matka vyzvána pod pohrůžkou nejpřísnějších trestů, aby odevzdala vkladní knížky, peníze a cennosti. Protože jsme stejně byly úplně vyrabovány, nemohly jsme nic odevzdat.”
Výpověď Charlotte Gschwentner-Vídeň z roku 1995 

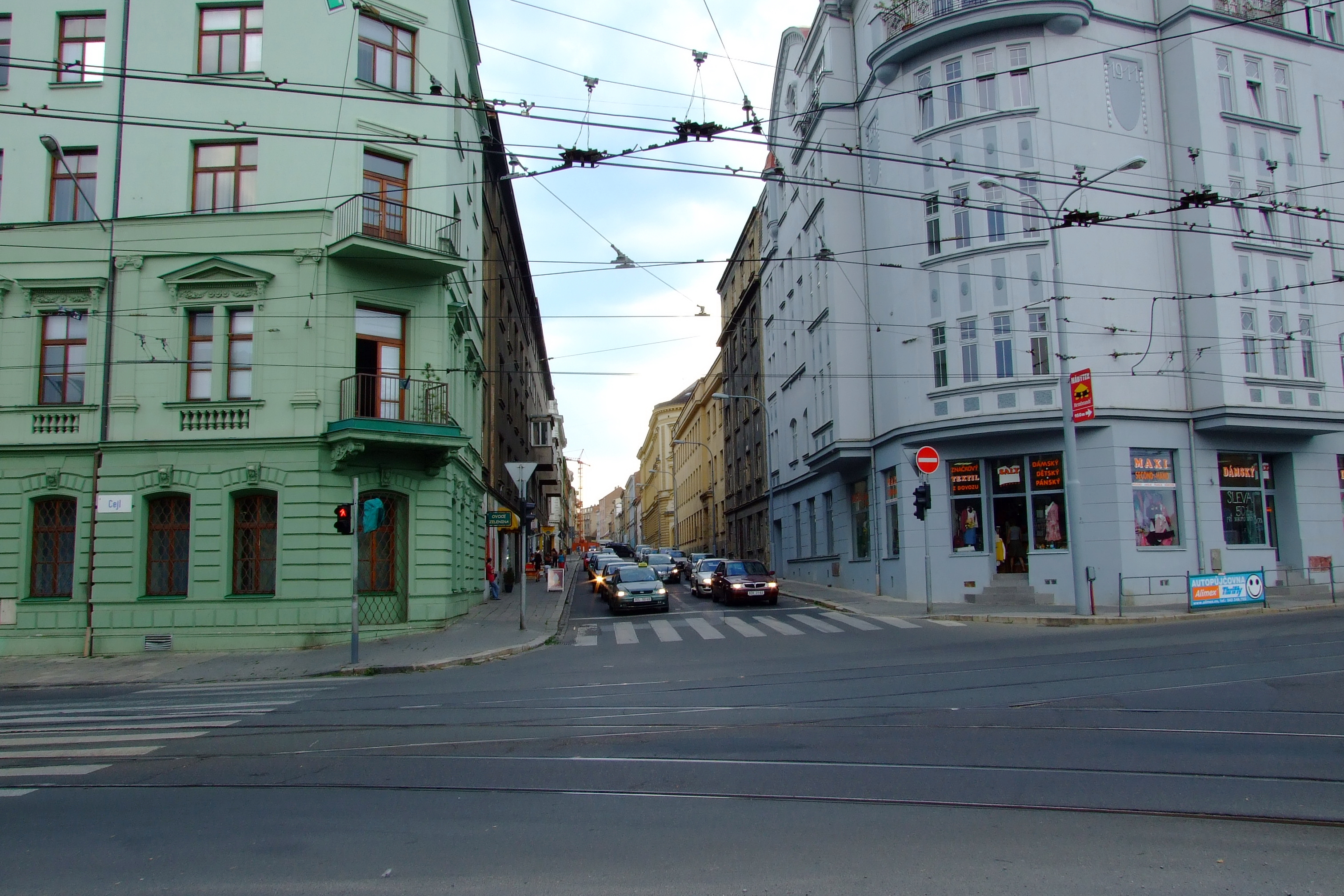
Brno-Zábrdovice, činžovní domy na Francouzské ulici a Cejlu nedaleko Zbrojovky, 2007

Ze třinácti seřadišť se 30. května 1945 kolem desáté hodiny večer postupně utvořila několikakilometrová kolona, která se vydala přes Staré Brno po Vídeňské ulici směrem na Rajhrad (dnes silnice I/52) a která čítala více než dvacet tisíc víceméně žen a dětí (některé prameny uvádí 25 000 až 30 000). Menší skupiny Němců z vesnic jižně od Brna se do kolony připojily cestou při pochodu směrem na rakouskou hranici. Přeživší svědkové popisují pochod bez jídla, bez vody, bez lékařské péče a bez zastávek pro odpočinek jako velmi nehumánní. Koloně s armádním doprovodem velel major Vilém Pistorius, evakuační referent velitelství třetí vojenské oblasti, ostrahu prováděli dělníci ze Zbrojovky a členové „revolučních formací". O doprovodu 3 600 šestnáctiletých až dvacetiletých "týpků" ze Zbrojovky hovoří také autorka románu Vyhnání Gerty Schnirch Kateřina Tučková.
„Jeden pamětník mi vyprávěl, že když mu bylo sedmnáct, byl v učení v brněnské Zbrojovce. Dostali od mistra příkaz i se svým kamarádem, že třicátého května budou z Brna odvádět zajaté německé vojáky. Když ráno přišli do továrny, do rukou dostali metrové gumové hadice od plynu na Němce. Doprovázeli odsunuté obyvatelstvo do Pohořelic.”
Brněnský deník 17. 5. 2015

Po přenocování v rajhradské sokolovně, orlovně, hostinských sálech, v zemském sirotčinci (sloužícímu za protektorátu jako Kinderlandverschickung-Lager) či jiných prostorách jako třeba na fotbalovém hřišti dorazili vysídlenci v ranních hodinách 31. května 1945 do Pohořelic. Po zjištění, že se mezi vyhnaným obyvatelstvem nachází i Češi ze smíšených manželství, jejich děti, němečtí Židé a němečtí antifašisté, byla tato část vrácena zpět do Brna. Přibližně 10 000 Němců, ještě schopných pochodu, bylo hnáno dál k Mikulovu a do Rakouska. Zbytek dalšího pochodu neschopných vysídlenců zůstal v pohořelickém táboře.
„Hnali je v tom vedru, na svatodušní svátky pražilo po obědě slunce, jako dobytek. Jako dobytek je hnali. Anička, sousedka, přinesla od studně kýbl čerstvé vody. Ale ti revolucionáři s puškami nás zahnali do stavení. A co si o tom myslím? Že ti Němci museli odpochodovat do Rakouska, považuji za správné, nic jiného nezasluhovali, ale že je, děcka, ženy a staré muže, v tom vedru o hladu a žíznivé hnali jako dobytek...haňba, pluť!”

Dne 30. května odjela z Brna do Prahy delegace představitelů bezpečnostních orgánů země i města. Jednání s ministrem Václavem Noskem a předními muži z jeho resortu proběhla v hotelu Alcron. Nosek byl na základě informací kapitána Pokorného přesvědčen, že „až do rozhodnutí vlády by se mělo s jejich odsunem do Rakouska posečkat". Dopoledne 1. června informovali B. Pokorný a K. Smítal předsedu ZNV Loubala o postoji ministra Noska, jelikož bylo jasné, že bez povolení velitelů spojeneckých armád k evakuaci za hranice asi jen ztěžka dojde, což se křížilo s plány ubytovat jednotky československé armády, repatrianty a zajatce v bytech po Němcích. Podle B. Pokorného a K. Smítala byl odsun možný jen do Německa, ale i tak jen za předpokladu, „že bude uzavřena závazná dohoda československé vlády se Spojenci o vysídlení Němců po etapách.” Jednání se účastnili také velitel třetí vojenské oblasti generál Zdeněk Novák a velitel pátého sboru pro jihomoravský prostor, kteří od generála Ludvíka Svobody obdrželi rozkazy, „aby pod záštitou čs. armády provedli odsun Němců ihned a rázně". Pokorný se pokusil celou akci zastavit, ale když večer do Mikulova dorazil, velký počet brněnských Němců se nacházel již za hranicemi. Asi třetina jich byla ubytována v Pohořelicích, Věstonicích a Dunajovicích.

## Nouzový ubytovací tábor v Pohořelicích
Město Pohořelice se nacházelo přibližně v polovině cesty z Brna do Mikulova a počet obyvatelstva v tuto dobu asi sedmkrát převyšoval původní počet obyvatel (tři tisíce před koncem války). Nejvíce Němců umístila Národní bezpečnostní stráž do barákového tábora na okraji města, který Němci postavili pro válečné zajatce, totálně nasazené zahraniční dělníky (především Poláky) a maďarské Židy, kteří byli používáni na těžké meliorační práce. Ostatní Němce stráž rozmístila po prázdných obilných skladech (německy ehemaligen Getreidelager), ve škole, sokolovně, selských stodolách, malý počet i u místního obyvatelstva. Nemohoucí vysídlenci zůstávající ještě na trase byli přivezeni koňskými potahy.
Sběrný tábor v Pohořelicích se vyznačoval krutými podmínkami – "chyběly postele, hygienická zařízení, léky, zásobování potravinami vázlo. Velmi rychle se zde šířila epidemie úplavice a tyfu". Denně umíralo v táboře 60 až 70 lidí, zčásti i na následky stále pokračujícího týrání. V pohořelickém táboře zemřelo podle českých údajů 459 brněnských Němců, 170 jich zemřelo v okolních obcích, kde byli rozmístěni kvůli nedostatku místa v táboře (celkem 629 osob). Při pochodu na rakouské území přibyli další mrtví (rakouská strana eviduje dalších 1 062 obětí). Přesné počty zemřelých Němců se u českých a německých historiků liší. České prameny udávají, že při celé vysídlovací akci z Brna mělo zemřít 1 691 osob a německá strana udává celkový počet 4 140.

### Pokračování pochodu
Ráno 1. června 1945 usilovali představitelé městské správy, stanice NBS a zástupci NV města Brna o pokračování v dalším pochodu. Dozor zajišťovala narychlo povolávaná výcviková jednotka z 3. vojenského okruhu československé armády ze Znojma pod velením majora Viléma Pistoriuse, někdejšího legionáře. Revoluční gardy ze Zbrojovky se již večer vracely do Brna.
„…Pro doprovod vystěhovanců volili zvláštní metodu. Po celé trase až k rakouské hranici rozmístili v kilometrových rozestupech své hlídky. Německé občany rozpočítali po stovkách a každou stovku svěřili pod dozor vždy jen jednomu vojákovi. Ten ji doprovodil o kilometr dál ke stanovišti následující stráže, kde ji předal jinému vojákovi a sám se vrátil na své původní místo, aby převzal a převedl další stočlenný útvar o jeden kilometr dál. Tímto kyvadlovým způsobem, kilometr po kilometru, byli vysídlenci doprovázeni až k hraničnímu přechodu…”
Milan Tůma, Vysídlení německého obyvatelstva z Brna (4), Novysmer.cz

### Správa tábora
Zemský národní výbor v Brně podřídil správu tábora zdravotnímu referátu ZNV pod přednostou MUDr. Adolfem Rozmaričovičem. Vrchní účetní ředitel ZNV F. Pořízek odjel v sobotu 2. června 1945 do Pohořelic zajistit lůžkové vybavení. Do Pohořelic byla povolána také skupina zaměstnanců z kuchyně v Zemské nemocnici na Pekařské ulici a z kuchyně v Zemské porodnici na Obilním trhu. Národní výbor pro Velké Brno poskytl kolem dvaceti úředníků pro táborovou správu a město Pohořelice přidělilo dvě místností ve staré poště. V čele civilní správy tábora stál brněnský městský úředník JUDr. Josef Strnad. Poté, co onemocněl úplavicí, velel táboru Karel Blažek. Vybavení tábora poskytlo jednak Zemské ústřední skladiště v Brně v Lidické ulici čp. 65, Zemská dívčí vychovatelna v Boskovicích, dále nemocnice v Ivančicích a armáda. Do okolních vesnic bylo nasměrováno 943 osob – Drnholec 213, Branišovice 74, Cvrčovice 165, Odrovice 111, Troskotovice 30, Malešovice 158, Loděnice 114, Jiřice 51, Vlasatice 27, ale i Damnice a statek J. Kulhána v Suchohrdlích. Zde spadali Němci pod správu místních národních výborů nebo správních komisí, pohořelický tábor vedl jen evidenci.

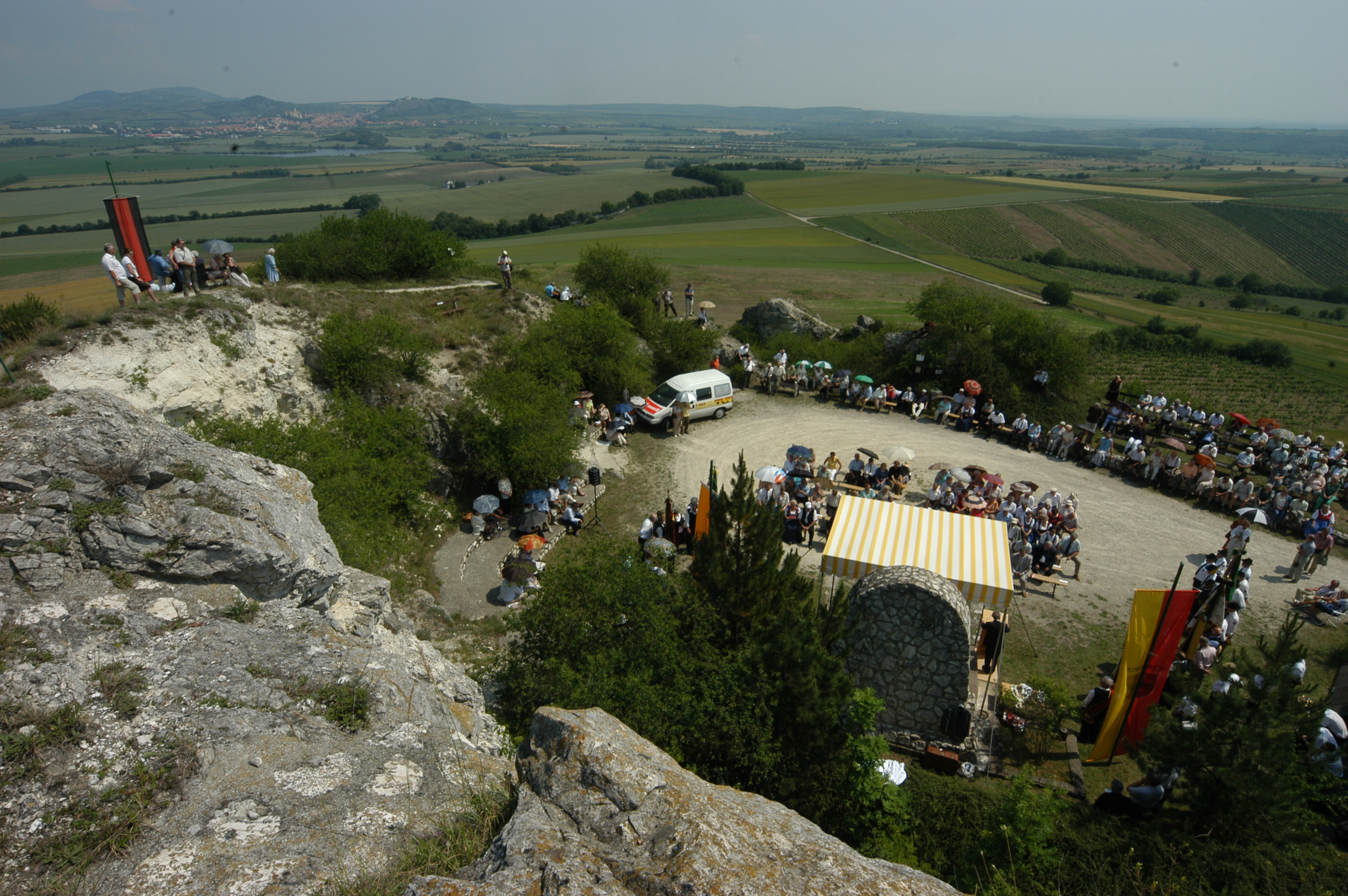
Kleinschweinbarth u hraničního přechodu Mikulov-Drasenhofen, vzpomínkové setkání německých Jihomoravanů u Südmährerkreuz

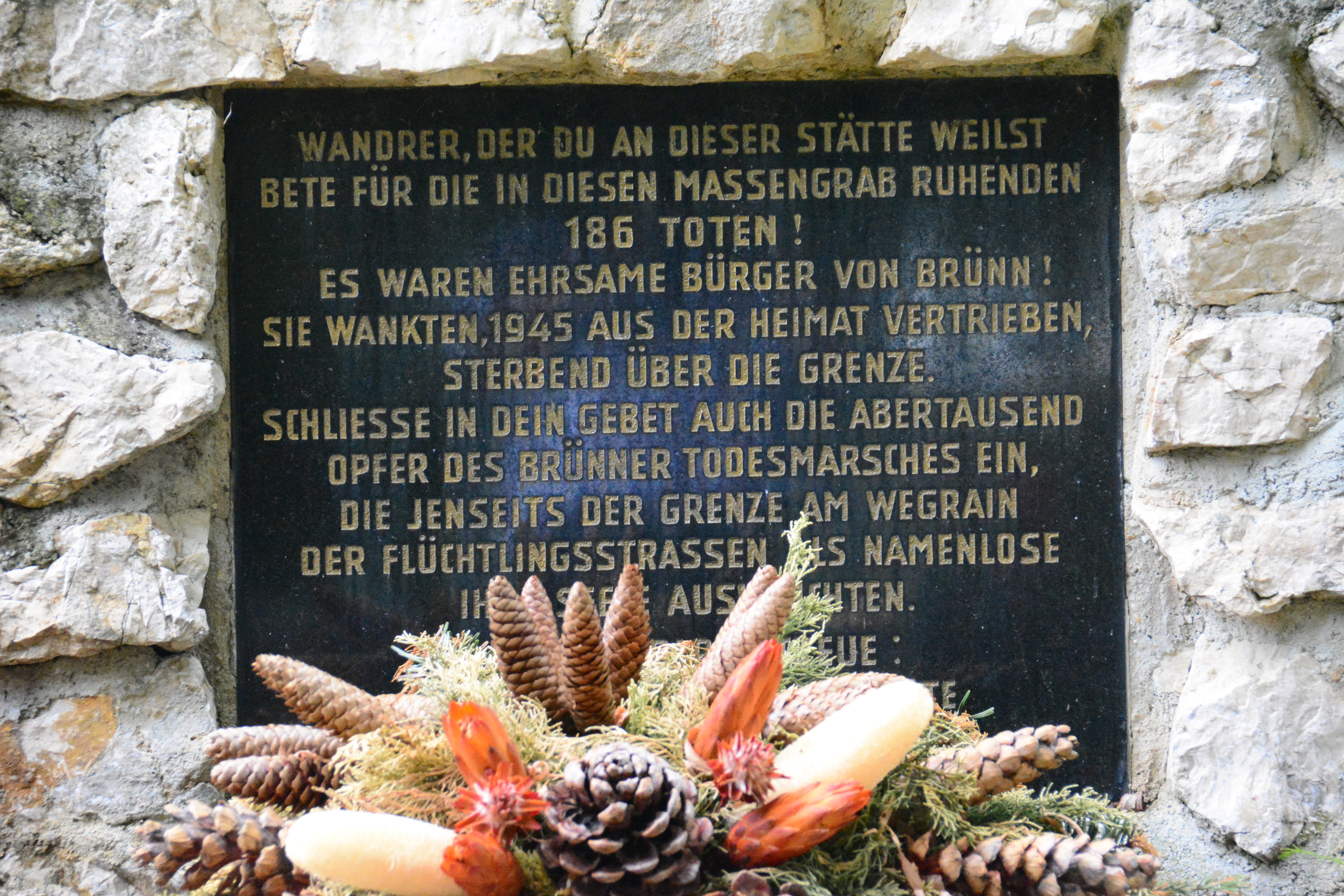
Masový hrob 186 obětí Brněnského pochodu smrti v roce 1945 na hřbitově v dolnorakouské obci Drasenhofen

### Správa tábora na Mušlově
Vzhledem k tomu, že se v táboře nacházelo 5 889 osob (podle výkazu o vydávané stravě), navštívili v noci z 5. na 6. červen 1945 přednosta zdravotního referátu ZNV MUDr. A. Rozmarič, účetní ředitel František Pořízek, major V. Pistorius a vrchní účetní tajemník Karel Slíž bývalý Ústav pro mladistvé provinilce v Mikulově na Mušlově. Budovy měla po opuštění Rudou armádou v držení justiční správa pod JUDr. Šimáčkem. Již 8. června bylo na Mušlov převezeno z Pohořelic 1 175 Němců. Správcem tábora byl po celou dobu Karel Slíž z Brna. K Mušlovu patřily i menší tábory v okolních vesnicích (Dolní Dunajovice, Perná, Bavory, Pavlov, Novosedly, Nový Přerov, Věstonice) a v městě Mikulově. Ve dnech 9.- 11. června přibylo na Mušlov dalších 655 Němců. Poté dorazilo z Pohořelic ještě 77 osob. Do 25. června 1945 bylo na Mušlově evidováno celkem 1 807 brněnských Němců. Dne 17. srpna 1945 došlo ke zrušení tábora. Osoby s omezenou pohyblivostí byly převezeny do starobince v Hrušovanech nad Jevišovkou.

### Návrat Němců do Brna
Staniční kniha NBS v Pohořelicích uvádí, že první návrat se uskutečnil k datu 3. června 1945 kolem 14. hodiny, kdy bylo odsunuto asi 2 000 optujících Němců zpět do Brna. Na 9. schůzi rady ZNV o tom také referoval předseda F. Loubal: „Asi 2 500 (Němců) se vrací do Brna, poněvadž se na ně vystěhování ve smyslu usnesení Zemského národního výboru nevztahovalo.“ Dne 14. června bylo vypraveno dalších asi 2 000 internovaných osob. Kontrolu transportu zajišťovali příslušníci stanice NBS, ale hlavní provedení leželo na armádě. Městský velitel v Brně plk. Václav Hladúvka žádal posily od 6. dělostřeleckého pluku do prostoru Cvrčovice – Smolín, jelikož část vojáků majora Pistoriuse musela přejít 14. června do Modříc a Želešic.

### Likvidace tábora v Pohořelicích
Dne 19. června 1945 přešla větší skupina brněnských německých občanů do starobince v Hrušovanech nad Jevišovkou. Poté následovaly další odsuny do nemocnice Milosrdných sester sv. Hedviky v Břežanech. Většina úředníků byla povolána zpět do Brna a v Pohořelicích zůstala jen malá skupina likvidátorů. Dnem 23. června se vrátil vedoucí táborové kuchyně Václav Lidmila na pracoviště v Zemské porodnici. Likvidace nouzového ubytování nařídil MUDr. A. Rozmarič 4. července. V Pohořelicích pobývalo přesto ještě 80 Němců z Brna – 58 v improvizované nemocnici a zbytek v soukromém ubytování. Likvidační skupina oznámila písemně 7. července 1945 vojenské jednotce v Pohořelicích zánik tábora, který pak převzal tankový oddíl čs. armády.

## Protesty ze zahraničí
Zmocněnec rakouské vlády V. Figdor si stěžoval hned 31. května u majora Pistoria a pochyboval, že se jedná u vysídlenců jen o rakouské státní příslušníky. Rakouský diplomat o celé akci informoval Američany a dal rázně najevo, že pokud akce neustanou, mohou být zrovna tak „z rakouského území vypovězeni do ČSR všichni Češi, kteří tam žili, což údajně nebylo v rozporu s míněním některých velitelů západních okupačních jednotek v Rakousku.“ Další protesty přišly i z Vídně.
Kriticky se postavilo k odsunu i brněnské velitelství Rudé armády. Major Kovtun obvinil osobně Loubala z plné zodpovědnosti a poukázal na možný negativní dopad takové akce na sovětské jednotky. Loubal se pak v předsednictvu ZNV hájil, že usnesení z 29. května vzešlo z iniciativy NV pro Velké Brno. Nicméně na zasedání 5. června oznámil kapitán Pokorný (velitel zemské Národní bezpečnostní stráže – SNB), že ministerstvo vnitra trvá na vysídlení Brna a to i přesto, že rakouská strana svůj slib dodrží.

## Míra odpovědnosti
Stanovit míru politické odpovědnosti za smrt téměř sedmnácti set lidí je velmi těžké. Mnoho pramenů uvádí podle Adriana von Arburga rozporuplné údaje. Je prokazatelné, že situace v Brně sehrála rozhodující úlohu. Podle historika:
„…nelze ani popřít, že různé podněty a zásahy (rozkazy, ústně předávané pokyny a rady, jitření nálad vzletnými projevy a podobně) mocenských center v Praze – včetně špiček armádního velení - měly na tehdejším dění nezanedbatelný podíl…, je rovněž jisté, že „vyvedení“ Němců z Brna nebylo projednáno na mezinárodní úrovni a že se o jeho přípravě zevrubněji a důkladněji nediskutovalo ani s představiteli Rudé armády. Její brněnské velitelství tak bylo nakonec rovněž konfrontováno s hotovými skutečnostmi.“
Adrian von Arburg, Úloha ústředních státních orgánů při provádění „evakuace“ německého obyvatelstva, str. 49

## Zpracování – památka
V Pohořelicích, na půli cesty mezi Brnem a státní hranicí do Dolního Rakouska, existuje několik masových hrobů obětí pochodu smrti. Na místě jednoho z nich se nyní nachází obrovský železný kříž s trnovou korunou jako památka na 890 obětí zemřelých ve sběrném pohořelickém táboře. V zahradě brněnského augustiniánského kláštera byl v roce 1995 odhalen pamětní kámen obětem brněnského pochodu smrti. Od roku 2006 se koná v den výročí pietní pochod po trase brněnského pochodu smrti.
V Rakousku je památka obětem připomínána hroby a pomníky na mnoha obecních hřbitovech ležících na trase „vysídleneckého pochodu smrti“ na rakouském území, například v obcích Drasenhofen, Poysdorf, Mistelbach, Wolkersdorf, Stammersdorf a Purkersdorf. V Německu v Durynském lese na hoře Wetzstein u Lehestenu umístili sudetští Němci v roce 2004 na fasádě napodobeniny bývalé rozhledny z Pradědu bronzovou pamětní desku obětem brněnského pochodu smrti. Podle grafického návrhu brněnského rodáka Ing. Ernesta Potuczka-Lindenthala (* 27. leden 1917 Brno, † 12. září 2008 Kiel-Oppendor) byla odlita také bronzová deska „Brünner Totentanz”.

## Počty mrtvých
V roce 1996 vyšetřovala brněnská skupina z pověření radnice brněnský pochod smrti a vysídlení Němců z Brna. Došla k závěru, že na cestě po českém území zemřelo 170 lidí, v pohořelickém táboře 459 lidí, tedy celkem 629 lidí a poté ještě za hranicemi Rakouska dalších 1 062, dohromady tedy 1 691 Němců. Všichni Němci měli zemřít stářím nebo na následky úplavice či průjmu. Vzhledem k tomu, že nedošlo k násilným vraždám, případ byl odložen. Rakouská strana ve své rozsáhlé studii uvádí, že po cestách zemřelo 1 950 lidí, v pohořelickém táboře 2 000 osob a po okolních obcích 190 lidí. Dohromady pracuje tedy rakouská strana s počtem kolem 4 140 německých obětí. Zpráva uvádí také případy násilí a vražd, které česká strana popírá. České zpochybňování mrtvých během cesty do Pohořelic vyvrací ve své studii historik Tomáš Staněk. Staněk operuje s číslem 1 691 obětí na obou stranách hranice a to bezprostředně během pochodu a dodává, že číslo nemusí být přesné a konečné.

## Výzva sdružení MIP a osobností brněnské radnici při 55. výročí vyhnání
V roce 2000 iniciovalo sdružení Mládež pro interkulturní porozumění (MIP) výzvu, aby "představitelé města Brna jasně vyjádřili nesouhlas s těmito událostmi, za něž nesla tehdejší brněnská politická reprezentace odpovědnost". Výzvu podpořilo 22 osobností brněnského veřejného života, autory textu byli Ondřej Liška, Martin Konečný a Mikuláš Kratochvil.
Vážený pane primátore a členové Rady města Brna,

dne 30. května 2000 uplyne 55 let od násilného vyhnání německých obyvatel z Brna. Tento tzv. Pochod smrti nebyl zdaleka jen spontánním výbuchem nenávisti nahromaděné během německé okupace, ale vědomě plánovanou akcí organizovanou také politickými představiteli města Brna.
Akce byla provedena na základě vyhlášky Národního výboru pro Velké Brno ze 30. května 1945, která nařizovala, aby se ještě téhož dne shromáždily všechny německé ženy, děti a staří lidé. Během noci a k ránu pak byli donuceni vydat se na pochod směrem k rakouským hranicím. Toto procesí čítající 20 až 35 000 osob doprovázené ozbrojenci putovalo za strašných podmínek do Pohořelic, odkud vyhnanci později pokračovali dál. Podle očitých svědectví mnozí zemřeli přímo na cestě vyčerpáním, jiní byli ubiti či zastřeleni. Celkový počet obětí vyhnání z Brna se odhaduje na několik set až tisíc osob.
Je třeba si uvědomit, že tato násilná akce byla namířena speciálně proti ženám, dětem a starým lidem, kteří tvořili naprostou většinu účastníků a obětí „Pochodu smrti“. Na základě zmiňované vyhlášky totiž museli němečtí muži ve věku 14-60 let dočasně zůstat v Brně na pomocné práce. Mezi vyhnanými bylo i mnoho Čechů a německých antifašistů. Tento „akt pomsty“ přitom postihl jen okrajově ty, kteří se aktivně podíleli na nacistických zločinech.
K vyhnání Němců z Brna došlo ještě předtím, než s „odsunem“ německého obyvatelstva z území Československa souhlasila 2. srpna 1945 Postupimská konference, která tak byla do jisté míry postavena před hotové skutečnosti, které se již nedaly napravit.
Jsme si dobře vědomi nesrovnatelně rozsáhlejších zločinů, které spáchal nacistický režim. Zároveň si uvědomujeme, že utrpení zůstává utrpením, ať je jeho původcem kdokoli a v kterékoli době. I při vyhnání Němců z Brna byl uplatněn nepřijatelný princip kolektivní viny a byl spáchán zločin na skupině obyvatelstva definované na základě etnické příslušnosti. S ohledem na to, že uplatňování těchto principů i dnes vede k páchání krutostí na mnoha místech světa, víme, jakou hodnotu má jejich výslovné odmítnutí.
Obracíme se proto na Vás, abyste jako dnešní představitelé města Brna jasně vyjádřili nesouhlas s těmito událostmi, za něž nesla tehdejší brněnská politická reprezentace odpovědnost.
Domníváme se, že adekvátním způsobem tohoto vyjádření je omluva vyhnaným obyvatelům Brna, která bude radnicí oficiálně zveřejněna. Proč omluva a jaký má dnes smysl? Nejde jen o samotný symbolický akt. Omluva brněnské radnice podle našeho názoru bude spíše prostředkem, jenž s sebou ponese dvě významná a aktuální poselství.
První je poselstvím smíření k těm, kdo byli násilným vyhnáním postiženi.
Druhé poselství směřuje k nám, dnešním Brňanům, kteří v naprosté většině nemáme s vyhnáním, k němuž zde před 55 lety došlo, nic společného. Nesměřuje k sebeobviňování, nýbrž k odpovědnosti za dnešní a budoucí soužití lidí nejrůznějšího kulturního či etnického původu. Dává naději, že pokud si uchováme vědomí o nepřijatelnosti uvedených zločinů a budeme schopni k nim zaujmout otevřený a poctivý postoj namísto jejich tabuizace, nic podobného se nebude opakovat.

Výročí „Pochodu smrti“ si připomeneme také vzpomínkovým aktem v úterý 30. května v 17,30 hodin na Mendlově náměstí, na který Vás zveme. Tuto výzvu iniciovalo občanské sdružení Mládež pro interkulturní porozumění (MIP) a podpořilo 22 osobností brněnského veřejného života.
Výzva brněnské radnici při 55. výročí tzv. pochodu smrti
Výzva vzbudila velký ohlas v domácích i zahraničních mediích. Vedení města reagovalo odmítavě, rozhodlo však o sestavení pracovní skupiny. O rok později (2001) přišla s výsledkem, který podle signatářů výzvy zůstal na půl cesty. Autoři výzvy považovali toto vyjádření za neuspokojivé především proto, že otevřeně nepojmenovalo bezpráví a nereflektovalo fakt, že divoký odsun byl posvěcen a dílem organizován tehdejšími veřejnými orgány a představiteli města Brna.
Rada města Brna na svém jednání dne 17.5.2001 přijala usnesení tohoto znění: Město Brno považuje okupaci českých zemí a celou II. světovou válku, rozpoutanou národněsocialistickým Německem, včetně jejích příčin a následků, za zločinnou a temnou stránku historie lidstva a rozhodně ji odsuzuje. Zkoumání těchto událostí dnes považujeme za zásadní zdroj poučení o tom, jak vzniká, rozvíjí se a končí totalita kdykoliv a kdekoliv. Městu Brnu je velmi líto všech brněnských spoluobčanů, kteří v uvedeném období nespravedlivě trpěli a museli Brno za tragických okolností opustit. Je nám líto, že s námi i nadále nežijí desetitisíce českých, židovských, německých, romských a dalších spoluobčanů. Všichni tito lidé tvořili město Brno v jeho kulturní, náboženské, společenské a národnostní pestrosti. Jejich ztráta je i ztrátou nás všech. Je nám proto líto i německých spoluobčanů, kteří museli Brno nuceně opustit v roce 1945. Přejeme si proto, aby toto poučení platilo pro nás pro všechny a aby nebylo překážkou, ale podnětem pro vytváření dobrých, přátelských vztahů mezi lidmi i národy. Město Brno na toto období a na utrpení svých spoluobčanů nikdy nezapomene.
Usnesení Rady města Brna z roku 2001
Text výzvy MIP začlenila v plném znění do svého románu "Vyhnání Gerty Schnirch" spisovatelka Kateřina Tučková (1. vyd. 2008).
Klíčové pasáže výzvy MIP převzala také politická reprezentace Brna do přelomové Deklarace smíření, kterou schválilo brněnské zastupitelstvo v roce 2015. ("...Jsme si dobře vědomi nesrovnatelně rozsáhlejších zločinů, které spáchal nacistický režim. Zároveň si uvědomujeme, že utrpení zůstává utrpením, ať je jeho původcem kdokoli a v kterékoli době. (...) První je poselstvím smíření k těm, kdo byli násilným vyhnáním postiženi. Druhé poselství směřuje k nám, dnešním Brňanům, kteří v naprosté většině nemáme s vyhnáním, k němuž zde před 55 lety došlo, nic společného. Nesměřuje k sebeobviňování, nýbrž k odpovědnosti za dnešní a budoucí soužití lidí nejrůznějšího kulturního či etnického původu. Dává naději, že pokud si uchováme vědomí o nepřijatelnosti uvedených zločinů a budeme schopni k nim zaujmout otevřený a poctivý postoj namísto jejich tabuizace, nic podobného se nebude opakovat.")

## Deklarace smíření a společné budoucnosti
V úterý 19. května 2015 odhlasovali zastupitelé města Brna v rámci 70. výročí od skončení 2. světové války „Deklaraci smíření a společné budoucnosti”. Pro přijetí předložené deklarace hlasovalo 13 členů ANO, sedm zástupců KDU-ČSL, čtyři členové Strany zelených a šest zastupitelů uskupení Žít Brno. K radniční koalici se připojili také všichni čtyři členové opoziční TOP 09. ODS a ČSSD se hlasování nezúčastnily, čtyři zastupitelé KSČM byli proti. Deklaraci podpořilo 34 zastupitelů. K deklaraci vyjádřil jistou výtku zastupitel a náměstek jihomoravského kraje Stanislav Juránek (KDU-ČSL) (který pro deklaraci hlasoval), ostře proti vystoupil hejtman Michal Hašek (ČSSD). Ondřej Liška, člen Strany zelených, který je spoluautorem původního prohlášení iniciovaného sdružením Mládež pro interkulturní porozumění, deklaraci uvítal, byť čekal formulace důraznější. Obrovskou odezvu vyvolala deklarace na německé straně, kde například rakouský deník Kurier píše: „Tóny smíření z Brna lze přirovnat k senzaci“. Zrovna tak ocenil omluvu i mluvčí sdružení Sudetendeutsche Landsmannschaft Bernd Posselt.
Město Brno upřímně lituje událostí z 30. května 1945 a dní následujících, kdy byly přinuceny k odchodu z města tisíce lidí na základě uplatnění principu kolektivní viny či užívaného jazyka. Uvědomujeme si, k jakým lidským tragédiím i kulturním a společenským ztrátám tehdy došlo. Vyjadřujeme naději, že na základě znalosti historických událostí a jejich důsledků už nebude možné, aby se v Brně podobné věci opakovaly, a že události z května roku 1945 udržíme v paměti jako neblahé memento. Vyjadřujeme také přání, aby všechny minulé křivdy mohly být odpuštěny a abychom se nezatíženi minulostí a ve vzájemné spolupráci obraceli ke společné budoucnosti.
Úryvek z druhého poselství Deklarace smíření a společné budoucnosti